# Rana banjarana
Rana banjarana é uma espécie de anfíbio da família Ranidae.
Pode ser encontrada nos seguintes países: Malásia, Tailândia e possivelmente em Indonésia.
Os seus habitats naturais são: florestas subtropicais ou tropicais húmidas de baixa altitude, regiões subtropicais ou tropicais húmidas de alta altitude e rios.
Está ameaçada por perda de habitat.